# Твістор
Твістор — точка в чотиривимірному комплекснозначному просторі {\displaystyle \mathbb {T} } із сигнатурою (2,2), який називають простором твісторів. Теорія твісторів була запропонована Роджером Пенроузом у 1967 році, як математичний об'єкт на шляху до пошуків квантової теорії гравітації.
Введення поняття викликане необхідністю ускладнення математичної моделі для опису квантовомеханічних подій у просторі-часі. Так, для опису поглинання фотона недостатньо вказати координати точки поглинання в чотиривимірному просторі, необхідно вказати також його енергію і поляризацію. Для опису стану електрона необхідно додати до його координат напрямок спіна.
Теорія твісторів використовує той факт, що значення поляризації або спіна в точці простору-часу - це промінь у двовимірному комплексному просторі, або точка на сфері Рімана CP1.Ця сфера Рімана є математичним образом абсолютного небосхилу спостерігача у спеціальній теорії відносності. Таким чином, основною ідеєю теорії твісторів є об'єднання математичного апарату спеціальної теорії відносності (4-вимірний простір Мінковського) і квантової механіки (комплексні числа).

## Проективний твістор
Теорія твісторів розглядає як фундаментальні об'єкти не точки простору-часу, а промені світла. Розглянемо світловий промінь Z у просторі-часі Мінковського і точку R, через яку він проходить. Світловий промінь у просторі-часі Мінковського під час твісторного відображення відображається в точку Z проективного твісторного простору PT, а точка R у просторі-часі Мінковського M під час твісторного відображення відображається у сферу Рімана R у проективному твісторному просторі PT. Таким чином, точка Z у PT відповідає геометричному місцю Z (світловому променю) у просторі М, а точка R у М відповідає геометричному місцю R (сфері Рімана) у просторі PT. Точки проективного твісторного простору PT називаються проективними твісторами.

## Твісторне відображення
Точки простору-часу подаються чотирма дійсними числами, а координати в проективному твісторному просторі можуть бути подані відношеннями чотирьох комплексних чисел. Якщо світловий промінь із координатами {\displaystyle (Z^{0},Z^{1},Z^{2},Z^{3})}, а, отже, в означення твістора входять 8 дійсних чисел. Точка в просторі Мінковського задається 4 дійсними числами {\displaystyle (t,x,y,z)}: часом і просторовими координатами. Твістор узгоджується з точкою в просторі Мінковського, якщо виконується умова:
{\displaystyle {\begin{bmatrix}Z^{0}\\Z^{1}\\\end{bmatrix}}={\frac {i}{\sqrt {2}}}{\begin{bmatrix}t+z&x+iy\\x-iy&t-z\\\end{bmatrix}}{\begin{bmatrix}Z^{2}\\Z^{3}\\\end{bmatrix}}}
Твісторний підхід не дав особливо плідних результатів у квантовій теорії поля, хоча є цікавим об'єктом для математики. У 2003 році Едвард Віттен запропонував твісторну теорію струн, тобто теорію струн у просторі твісторів.

## Виноски
1. ↑  Penrose, R. (1967) "Twistor algebra," J. Math. Phys. 8: 345.
2. ↑  Witten, E. (2004) "Perturbative gauge theory as a string theory in twistor space, [Архівовано 27 листопада 2013 у Wayback Machine.]" Commun. Math. Phys. 252: 189-258.